# شوکت‌آباد (دامغان)
شوکت‌آباد روستایی در دهستان قهاب رستاق بخش امیرآباد شهرستان دامغان استان سمنان ایران است.

## جمعیت
بر پایه سرشماری عمومی نفوس و مسکن در سال ۱۳۹۵ جمعیت این مکان ۸۰ نفر (۲۴خانوار) بوده‌است.